# Euophrys acripes
Euophrys acripes là một loài nhện trong họ Salticidae.
Loài này thuộc chi Euophrys. Euophrys acripes được Eugène Simon miêu tả năm 1871.